# Mertensophryne micranotis
Mertensophryne micranotis là một loài cóc thuộc họ Bufonidae. Loài này có ở Kenya và Tanzania.
Môi trường sống tự nhiên của chúng là rừng khô nhiệt đới hoặc cận nhiệt đới, rừng ẩm vùng đất thấp nhiệt đới hoặc cận nhiệt đới, xavan ẩm, và vùng cây bụi ẩm khu vực nhiệt đới hoặc cận nhiệt đới.
Chúng hiện đang bị đe dọa vì mất nơi sống.